# Krogulec (Zgierz)
Krogulec (dawn. Kargulec) – dawniej samodzielna wieś, od 1988 część miasta Zgierza w województwie łódzkim, w powiecie zgierskim. Leży w zachodniej części Zgierza, w rejonie ulic Krogulec i Wiosny Ludów. 
Wchodzi w skład osiedla Piaskowice-Aniołów, stanowiącego jednostkę pomocniczą gminy Zgierz.
Uwaga: W granicach Zgierza znajduje się też drugi Krogulec, dawna osada leśna, historycznie związana z Krzywiem, a włączona do Zgierza w 1954 roku. Leży on na wschód od centrum miasta.

## Historia
Dawniej samodzielna miejscowość. Od 1867 w gminie Chociszew. W okresie międzywojennym należała początkowo do powiatu łęczyckiego w woj. łódzkim. W 1921 roku wieś Krogulec liczyła 158 mieszkańców. 1 kwietnia 1928 wyłączony z gminy Chociszew i włączondy do gminy Brużyca Wielka w powiatu łódzkiego w tymże województwie. 1 września 1933 wszedł w skład gromady Aniołów w granicach gminy Brużyca Wielka.
Po wojnie Krogulec powrócił do powiatu łódzkiego woj. łódzkim jako jedna z 20 gromad gminy Brużyca Wielka. 24 lipca 1951 część Krogulca (6,16 ha) włączono do Zgierza.
W związku z reorganizacją administracji wiejskiej jesienią 1954, Krogulec wszedł w skład nowej gromady Brużyca Wielka. W 1971 roku wraz z Aniołowem liczył 195 mieszkańców.
Od 1 stycznia 1973 w gminie Aleksandrów Łódzki. W latach 1975–1987 miejscowość należała administracyjnie do województwa łódzkiego.
1 stycznia 1988 Krogulec (170,10 ha) włączono do Zgierza.